# 240
| 240                |
| ------------------ |
| Dødsfald - Fødsler |
|                    |

| Gregoriansk kalender | 240 CCXL                |
| Ab urbe condita      | 993                     |
| Armensk kalender     | I/T                     |
| Kinesiske kalender   | 2936 – 2937 己未 – 庚申 |
| Etiopisk kalender    | 232 – 233               |
| Jødisk kalender      | 4000 – 4001             |
| Hindukalendere       |                         |
| - Vikram Samvat      | 295 – 296               |
| - Shaka Samvat       | 162 – 163               |
| - Kali Yuga          | 3341 – 3342             |
| Iransk kalender      | 382 BP – 381 BP         |
| Islamisk kalender    | 394 BH – 393 BH         |

Se også 240 (tal)

## Født
- Diokletianus, romersk kejser